# تپه حاجی عبدل
تپه حاجی عبدل مربوط به نئولتیک - عصر مس - عصر برنز I - هزاره اول قبل از میلاد است و در شهرستان اشنویه، بخش نالوس، دهستان هق، روستای میرآباد واقع شده و این اثر در تاریخ ۲۸ شهریور ۱۳۸۶ با شمارهٔ ثبت ۱۹۵۸۷ به‌عنوان یکی از آثار ملی ایران به ثبت رسیده است.